# Kapaklıpınar, Sur
Kapaklıpınar là một xã thuộc quận Sur, tỉnh Diyarbakır, Thổ Nhĩ Kỳ. Dân số thời điểm năm 2008 là 365 người.